# Мангит (Каракалпакстан)
Мангит (каракалп. Mańǵıt / Маңғыт, узб. Mangʻit / Манғит) — город (с 1973 года), административный центр Амударьинского района Республики Каракалпакстан (Узбекистан).
Ближайшие крупные города Нукус и Ургенч находятся двух сторон от Мангита на расстоянии 74 и 86 километров. До Ташкента придется проделать расстояние почти в 1056 километров. В своем районе это самый большой населенный пункт, остальную территорию заселяют небольшие сельские поселения. Также недалеко от него такие узбекские города, как Хива, Гурлен, Ходжейли. Остальные соседние крупные населенные пункты уже находятся в Туркмении. Это Дашогуз и Кубадаг.

## История
Мангит расположен вблизи Каракалпакско-туркменской границы неподалёку от туркменского города Кубадаг. Мангит был местом сражений русской армии во время Хивинской кампании 1873 года.
Первое сражение произошло немного севернее Мангита утром 20 мая 1873 года, когда русские войска под командованием генерала Николая Александровича Верёвкина, наступавшие на юг, были атакованы силами туркменских йомутов.
После нескольких ожесточённых стычек русские отогнали туркменскую конницу, которая отступила к Мангиту. Российские войска вошли в Мангит в тот же день в 15:00, чтобы узнать, что йомуты ушли. Они убили нескольких оставшихся узбеков и открыли огонь по захватчикам из окон домов в городе.
Советский Мангит был официально основан 18 декабря 1957 года и получил статус города в 1973 году.

## Население
По данным Всесоюзной переписи населения 1989 года, в городе проживало 22 949 человек (11 199 мужчин и 11 750 женщин). По данным 2004 года, в городе насчитывалось 30 700 человек. При этом население Амударьинского района на 1 января 2016 года составило 185 300 человек.

## Инфраструктура
Как и в большей части региона, экономика основана на выращивании и обработка хлопка. В городе развит и успешно функционирует агропромышленный комплекс: прядильная фабрика, завод по очистке хлопка, многочисленные ателье по оказанию бытовых услуг. Так же в городе имеется своя типография, мангитская гидроэлектростанция, а в окрестностях Мангита добывается газ.
В Мангите и близлежащих территориях активно выращивают и перерабатывают хлопок, так что текстильное производство здесь процветает. Для людей создаются рабочие места в хороших объёмах, именно поэтому городу удалось избежать печальной участи миграции как в других узбекских городах. Мангит один из культурных и экономических центров региона. В городе работают основные муниципальные службы и инфрастурктурные учреждения (школы, больницы, библиотеки, культурные центры).